# المازيارية
المازيارية نسبة الى مزيار وتسمى ايضا المحمرة فرقة منبثقة من البابكيةالا انها جمعت عقيدة المحمرة والمجوس واعتقاد الثنوية وقيل انه في واقع مزدكيةوكان اتباعه يتجمعون في ليلة لشرب الخمر وفعل الفاحشة والزناء

## الجذور
الجذور القديمة للخُرَّميَّة تعود للمذهب المزدكي الذي أُسس على يد مزدك واعتنقه الملك الفارسي قُبَاذ بن فيرز بن يزدجرد الأصغر (488-531م)، وزعم مزدك أن أكثر ما يقع بين الناس من البغضاء والمخالفة إنما سببه النساء والأموال فجعل الناس فيها شركاء. إلا أنه بعد انتشار الفجور وموت قباذ وتولي ابنه أنو شروان(531-579م) تغيرت معاملة المزدكية فانقلب عليهم أنوشروان وبمعونة رجال الدين الزرادشت قضى عليهم وقتلهم وظفر بمزدك وقتله.

## انظر ايضا
- المزدكية
- الخرمية
- البابكية
- الأبو مسلمية
- المقنعية